# Bryan Dattilo
Bryan Dattilo (Kankakee, 29 luglio 1971) è un attore statunitense.
È famoso per il ruolo di Lucas Horton in Il tempo della nostra vita.

## Biografia
Dattilo è nato a Kankakee, nell'Illinois, per poi trasferirsi a West Palm Beach, in Florida, dopo il divorzio dei suoi genitori, dove sua madre è diventata una delle prime redattrici del National Enquirer. Successivamente si è trasferito a Los Angeles e all'età di 9 anni ha iniziato a prendere lezioni di recitazione con sua sorella Kristin Dattilo anche lei divenuta attrice.
Dattilo ha un fratello, Brent, una sorella, Kristin, e tre sorellastre, Tiffany, Anna e Tess. La sua famiglia è di origine italiana. Nel 1989, Dattilo si diplomò alla Beverly Hills High School. Ha frequentato il Santa Monica College di Santa Monica e si è laureato in psicologia.
Bryan è stato sposato con Jessica Denay che gli ha donato un figlio di nome Gabriel (Gabe). I due divorziarono nel 2001. Il 12 luglio 2011, Dattilo ha sposato Elizabeth Cameron a Palos Verdes, in California. Lui e Liz hanno una figlia, Delila.

### Carriera
Dattilo nel 1993 era stato scelto per il ruolo di Tommy Oliver nella serie televisiva Mighty Morphin Power Rangers, ma rifiutò il ruolo quando fu scelto per entrare nel cast principale della soap opera Il tempo della nostra vita nel ruolo di Lucas Horton, ruolo che ricopre dal 1993 al 2024. Nella sua carriera ha avuto numerosi ruoli da guest star tra cui Bayside School, CSI: NY, California Dreams, Doogie Howser, L'ispettore Tibbs e Baby Sitter.

## Filmografia

### Televisione
- Bayside School - serie TV, 1 episodio (1989)
- Baby Sitter – serie TV, 1 episodio (1989)
- L'ispettore Tibbs - serie TV, 1 episodio (1991)
- California Dreams - serie TV, 1 episodio (1992)
- Doogie Howser - serie TV, 1 episodio (1992)
- Il tempo della nostra vita - soap opera (1993-2010, 2012-2024)
- CSI: NY - serie TV, 1 episodio (2006)